# 天津乐园
天津乐园原名天津市青少年儿童活动中心，位于天津市河西区尖山公园原址，是中国共青团天津市委的直属单位。1985年6月1日起对外开放，2010年9月1日关闭。该址现为天津市文化中心。
在时任天津市长李瑞环的倡导下，1984年中共天津市委、天津市政府决定筹建天津市青少年儿童活动中心，并要求社会各界捐款，在一个月的时间内获捐款2370万元。1984年8月开始规划设计，将园区分为东面的游乐区、西面的艺术教育区和北面的宾馆区，其中游乐区、艺术教育区使用捐款兴建，宾馆区由香港汉山公司、天津建业发展公司以及天津市青少年儿童活动中心合资兴建。1984年10月5日开工建设，天津市数万名青年和驻军义务参加修建，1985年6月1日交付使用。1994年6月1日天津市青少年儿童活动中心获准使用“天津乐园”名称。1994年至1998年、2003年至2008年曾分两次引进新式游乐设备。
2010年9月1日，天津乐园关闭。